# خورخي إدواردز
خورخي إدواردز فالديس (بالإسبانية: Jorge Edwards Valdés)‏ ـ (ولد في 29 يونيو 1931) هو روائي وصحفي ودبلوماسي تشيلي. حصل على جائزة ثيربانتس سنة 1999، ومنحه ملك إسبانيا خوان كارلوس المواطنة الإسبانية سنة 2010. عمل سفيرًا لتشيلي في فرنسا.